# جلوتاثيون
الجلوتاثيون أو الغلوتاتيون (بالإنجليزية: Glutathione)‏ ثلاثي ببتيد مكون من ثلاثة أحماض أمينية هي حمض (الجلوتاميك، السيستين والجليسين) ويرمز له بالرمز GSH عندما يكون مختزلاً، ويرمز له GSSG عندما يكون مؤكسداً. ويعمل كمرافق إنزيمي، ومضاد أكسدة لحماية الخلايا من ضرر الجذور الحرة. ويعد الجلوتاثيون هاماً لسلامة خلايا الدم الحمراء وعمل البروتينات والأغشية الدهنية وغيرها.